# Christmas & Chill
Christmas & Chill è il secondo EP della cantante statunitense Ariana Grande, pubblicato il 18 dicembre 2015 dalla Republic.
Pubblicato senza alcun tipo di promozione, è riuscito a raggiungere la vetta della classifica iTunes. Negli Stati Uniti nella sua prima settimana ha venduto oltre 27 000 copie.

## Descrizione
L'EP contiene 6 brani tutti interamente scritti dalla cantante italo-americana in una sola settimana e i rispettivi audio sono stati pubblicati su YouTube e su iTunes. La canzone che è riuscita ad ottenere maggiore successo è Winter Things, ma, come dichiarato dalla cantante stessa, la sua preferita è Wit It This Christmas per via della frase in essa contenuta "milk and cookies".

## Tracce
1. Intro – 1:05
2. Wit It This Christmas – 2:41
3. December – 1:56
4. Not Just on Christmas – 2:02
5. True Love – 2:46
6. Winter Things – 2:38

Traccia esclusiva dell'edizione giapponese
1. Into You (feat. Mac Miller) (Alex Ghenea Remix) – 4:10

Traccia esclusiva della versione in vinile e della riedizione digitale del 2023
1. Santa Tell Me (Naughty Version) – 3:24

## Classifiche
| Classifica (2020-23) | Posizione massima |
| -------------------- | ----------------- |
| Australia            | 49                |
| Canada               | 43                |
| Stati Uniti          | 34                |
| Svezia               | 30                |